# The Gardeners' Chronicle
Gardener's Chronicle, engleski hortikulturni list.

## Povijest
Osnovali su ga 1841. hortikulturisti Charles Wentworth Dilke I. (1789. – 1864.), Joseph Paxton, John Lindley i tiskar William Bradbury i prvi oblik bio je kao obična novina, s domaćim i inozemnim vijestima, ali također uz veliku količinu građe koje su poslali vrtlari, znanstvenici, pokrivajući svaki pojmljivi aspekt vrtlarstva.
Dugo godina (1866. – 1907.) urednik je bio Maxwell Tylden Masters, što je pridonijelo njegovom dopisivanju s Charlesom Darwinom. ISSN je 0269-9478.

## Nazivi
- 1841. – 1855.: The Gardeners' Chronicle
- 1856. – 1873.: The Gardeners' Chronicle and Agricultural Gazette
- 1874. – 1886.: The Gardeners' Chronicle. New Series (vol. 1–26)
- 1887. – 1956.: The Gardeners' Chronicle. Third Series (vol. 1–139)
- 1957. – 1963.: Gardeners Chronicle & Gardening Illustrated (vol. 140–154)
- 1964. – 1968.: Gardener's Chronicle: The Magazine of Advanced Gardening (vol. 155–164)
- 1969. – 1971.: Gardeners' Chronicle & New Horticulturist (vol. 165–170)
- 1972. – 1977.: Gardeners' Chronicle: The Horticultural Trade Journal (vol. 171–182)
- 1978. – 1985.: Gardeners' Chronicle & Horticultural Trade Journal: The Horticulture & Amenity Weekly  (vol. 183–197)
- 1985.: Gardeners Chronicle & Horticultural Trade Journal: The Horticulture Week (vol. 198)
- 1986. -  onwards: Horticulture Week (vol. 199–221; bez numeriranja poslije 1997.)  ISSN 0269-9478

Danas je dio časopisa Horticulture Week.

## Vanjske poveznice
- The contemporary Horticulture Week
- Full text of The Gardeners' Chronicle from January to June, 1897
- Vol 4 1888
- The Gardeners' Chronicle poveznica na The Online Books Page
- Hathi Trust